# Момчето и чаплата
„Момчето и чаплата“ (на японски: 君たちはどう生きるか) е японски анимационен филм от 2023 г. на режисьора Хаяо Миядзаки и е продуциран от Студио Гибли. Заглавието е препратка към романа „Къде живееш?“, написан от Джензабуро Йошино през 1937 г., който присъства във филма, но филмът има оригинална история, която не е свързана с книгата. Озвучаващият състав се състои от Сома Сантоки, Масаки Суда, Аймон, Юшино Кимура, Такуя Кимура, Кабу Кобаяши и Шинобу Отаке. Филмът излиза по кината в Япония на 14 юли 2023 г. Той е номиниран за множество награди, включително номинациите „Златен глобус“ за най-добър анимационен филм и най-добра музика.

## Актьорски състав
| Персонаж               | Озвучител      | Озвучител          |
| Персонаж               | Японски        | Английски          |
| ---------------------- | -------------- | ------------------ |
| Махито Маки            | Сома Сантоки   | Лука Падован       |
| Сивата чапла           | Масаки Суда    | Робърт Патинсън    |
| Хими                   | Аймон          | Карън Фукухара     |
| Нацуко                 | Йошино Кимура  | Джема Чан          |
| Прадядото              | Шохей Хино     | Марк Хамил         |
| Кирико                 | Ко Шибасаки    | Флорънс Пю         |
| Шойчи Маки             | Такуя Кимура   | Крисчън Бейл       |
| Кралят на папагалите   | Джун Кинумура  | Дейв Батиста       |
| Умиращият пеликан      | Каори Кобаяши  | Уилем Дефо         |
| Изуми (Прислужница #1) | Кейко Такешита | Дениз Пикъринг     |
| Утако (Прислужница #2) | Джун Фубуки    | Барбара Роузънблат |
| Ерико (Прислужница #3) | Савако Агава   | Мелора Харте       |
| Айко (Прислужница #4)  | Шинобу Отаке   | Барбара Гудсън     |
| Уарауара               | Карън Такизава |                    |

- Мамуду Ати, Тони Револвори и Дан Стивънс озвучават папагалите в английския дублаж.

## Награди и номинации
| Награда                              | Дата на церемонията | Категория                  | Номиниран(и)               | Резултат  |
| ------------------------------------ | ------------------- | -------------------------- | -------------------------- | --------- |
| Златен глобус                        | 7 януари 2024 г.    | Най-добър анимационен филм | Най-добър анимационен филм | награда   |
| Златен глобус                        | 7 януари 2024 г.    | Най-добра филмова музика   | Джо Хисаиши                | номинация |
| Изборът на критиците                 | 14 януари 2024 г.   | Най-добър анимационен филм | Най-добър анимационен филм | номинация |
| Награди на филмовата академия на САЩ | 10 март 2024 г.     | Най-добър анимационен филм | Хаяо Миядзаки              | награда   |

## В България
В България филмът излиза по кината на 8 декември 2023 г. от „Про Филмс“ с дублирана и субтитрирана версия на японски език.